# Ліхтенворде
Ліхтенво́рде (нід. Lichtenvoorde) — місто в Нідерландах, у муніципалітеті Ост-Гелре. До 1 січня 2005 року Ліхтенворде було незалежним муніципалітетом. Місто також включає в себе також чотири невеликі села: Ліевельде, Зойвент, Врагендер і Харревельд. Число жителів загалом становить близько 20 тисяч.
Ліхтенворде відоме своїм квітковим парадом (bloemencorso), який проводиться раз на рік у вересні, на початку місцевого ярмарку. На параді зазвичай показують великі транспортні засоби, по ширині 5 м і без будь-яких обмежень по довжині, які повністю покриті квітами (як правило, жоржиною). Дизайн «квіткових автомобілів» вільний і варіюється від зображення казок до повсякденних речей в мистецтві. Ліхтенворде має свою власну трасу мотокросу, на якому проводяться міжнародні Гран-Прі змагання.

## Галерея

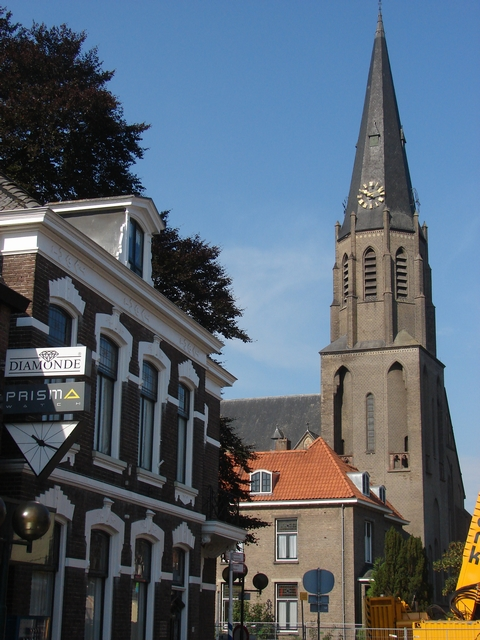
Церква св. Боніфатія у Ліхтенворде
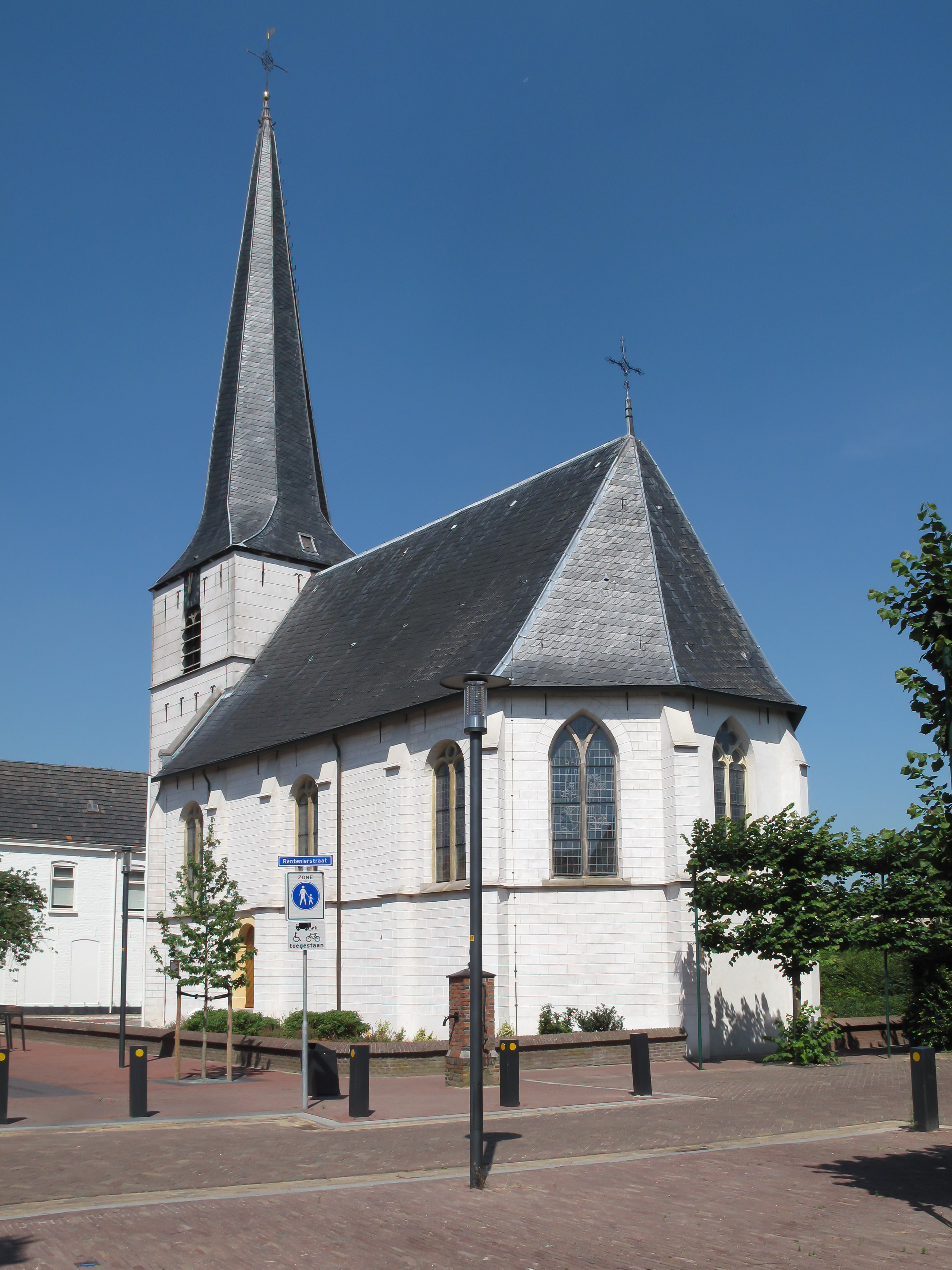
Протестантський храм у Ліхтенворде
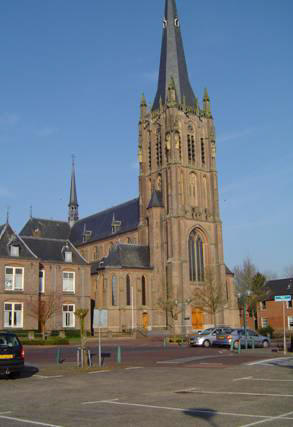
Католицька церква у Зойвенті
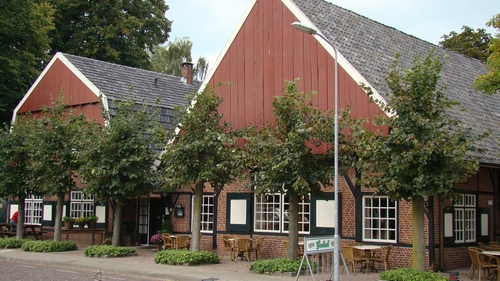
Селище Врегендер
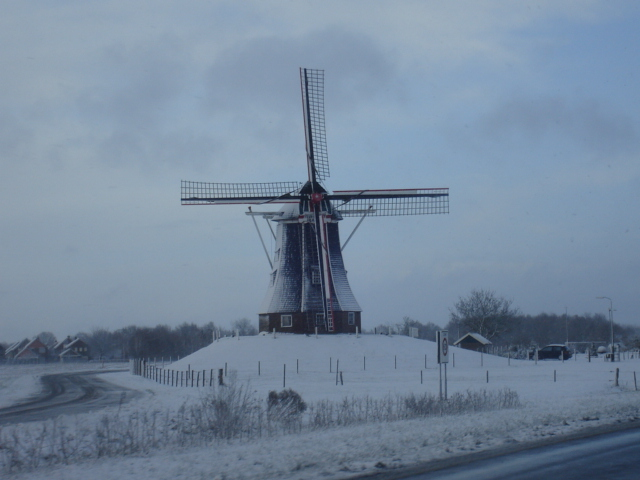
Вітряк у Гарревелді